# Cleopatra của Macedonia
Cleopatra của Macedonia (khoảng 356 TCN - 308 TCN) hoặc Cleopatra của Epirus là một công chúa Epirote-Macedonia và là hoàng hậu nhiếp chính sau này của Ipiros. Bà là một em gái của Alexander Đại đế và con gái của vua Philip II của Macedonia và Olympias. Những anh chị em khác của bà bao gồm 2 người em gái Thessalonike và Cynane, và một anh trai Philip III của Macedonia.
Bà lớn lên trong sự chăm sóc của mẹ bà ở Pella, giống như một công chúa bình thường. Năm 338 trước Công nguyên, Cleopatra vẫn ở Pella cùng với cha của bà trong khi Olympias bỏ trốn sang sống lưu vong ở Epirus với người em trai Alexander I của Epirus của bà (chú của Cleopatra), và anh trai của Cleopatra, Alexander đã trốn sang Illyria. Ngay khi Philip cảm thấy mình cần củng cố liên minh với Alexander I thông qua một cuộc hôn nhân. Một đám cưới lớn giữa Cleopatra và người chú Alexander I của Epirus được tổ chức năm 336 trước Công nguyên. Có một lễ kỷ niệm đám cưới của bà, diễn ra trên một quy mô hoành tráng tại Aegae ở Macedonia, là nơi Philip II bị ám sát.
Ngay sau cái chết của cha mình, cặp đôi mới cưới đi từ Macedonia trở lại Epirus. Không quá lâu sau, hai vợ chồng sinh hai con, Neoptolemus II của Epirus và Cadmeia. Rời khỏi Pella không có nghĩa là để lại gia đình phía sau, như người ta tin rằng Alexander và Cleopatra giữ liên lạc chặt chẽ trong khi ông tham gia cuộc chinh phục của mình về phía đông. Năm 332 TCN Alexander đã gửi về nhà chiến lợi phẩm cho mẹ và em gái, cũng như bạn bè thân thiết của mình.
Năm 334 trước Công nguyên, chồng của Cleopatra vượt qua Biển Adriatic đến bán đảo Ý tham gia vào chiến dịch chống lại một số bộ lạc Ý, người Lucanians và Bruttii, thay mặt cho Tara thuộc địa của Hy Lạp, để lại bà làm nhiếp chính của Epirus. Alexander I đã chinh phục Heraclea, chiếm Sipontum, và chiếm cả hai Consentia và Terin, nhưng cuối cùng đã chết trong một trận đánh năm 331 trước Công nguyên, để lại người thừa kế trẻ, Neoptolemos còn quá trẻ cho ngai vàng.
Cleopatra cai trị Eprius trong khi chờ đợi. Đó là một phong tục của Epirote khi mà người phụ nữ trong gia đình đã trở thành chủ gia đình khi chồng bà qua đời và con trai của họ còn quá nhỏ, không giống như phần còn lại của Hy Lạp. Nó chỉ phù hợp cho những nữ hoàng mạnh mẽ muốn nắm quyền kiểm soát. Khi chồng bà bị giết, một đại sứ từ Athens đã được gửi tới mang theo lời chia buồn.
Khoảng năm 324 TCN, Cleopatra trở lại Macedonia, trong khi mẹ cô, Olympias tạm thời nắm quyền kiểm soát ở Epirus, vì quan hệ giữa nữ hoàng Macedonia- và Antipatros đã khá căng thẳng. Không lâu sau đó Alexander Đại đế qua đời năm 323 trước Công nguyên.
Sau cái chết của anh trai mình, bà đã tìm kiếm một cuộc hôn nhân với một trong số những tướng lĩnh của ông, những người nghĩ rằng để tăng cường ảnh hưởng của họ với người Macedonia thì cách tốt nhất là thông qua các em gái của Alexander Đại đế. Leonnatus được đề cập đầu tiên như là người yêu cầu được kết hôn, và ông đại diện cho Eumenes rằng ông đã nhận được một lời hứa kết hôn với bà. Sau cái chết của Leonnatos trong năm 322 TCN, Perdiccas đã cố gắng để trở thành người kế tiếp kết hôn với bà. Sau cái chết của ông, Bà đã nhận được lời đề nghị của Kassandros, Lysimachos, và Antigonos. Bà từ chối, tuy nhiên. Bà bỏ đến Sardis, nơi bà đã bị giam cầm một năm như một vị khách danh dự của Antigonos.
Một sự kiện thú vị diễn ra tại Sardis. Sự vỡ mộng đã khiến Antipatros thất vọng và công khai cáo buộc Cleopatra tham gia với Perdiccas trong việc hại chết Cynane, em gái bà. 